# Papiro 967

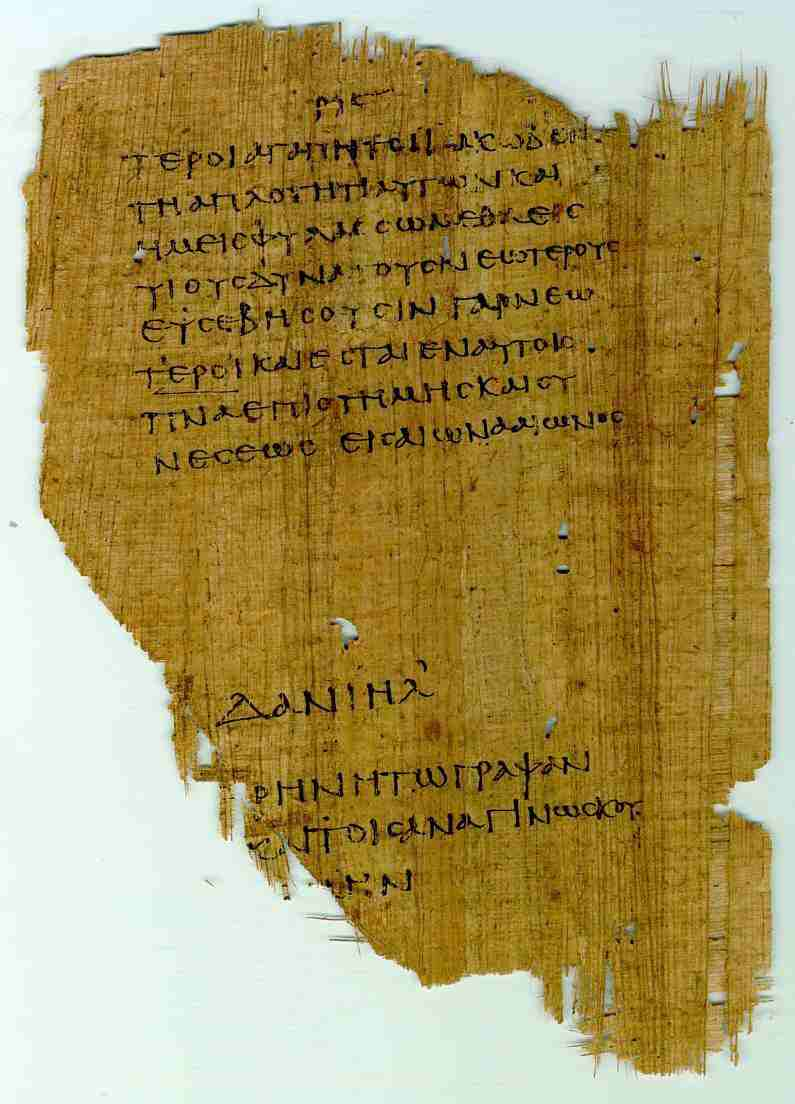
P. Köln Theol. 37v	(Storia di Susanna 62a-62b)

Il Papiro 967 è un manoscritto del III secolo contenente frammenti del Libro di Daniele secondo la traduzione greca della LXX, oltre a frammenti del Libro di Ezechiele e del libro di Ester. Esso fu scoperto solo nel 1931 ed è composto da 59 fogli. Il testo di Daniele è particolarmente importante per la storia testuale del Libro di Daniele e probabilmente ne riporta la versione più antica.

## Il testo di Daniele
Il testo di Daniele riportato nel papiro 967 contiene un'antica variante rispetto al testo usuale ed è estremamente raro, perché quasi tutti i manoscritti biblici contengono una diversa versione greca, attribuita a Teodozione, un erudito ebreo del II secolo, anche se in realtà più antica perché utilizzata in alcune citazioni bibliche dei Vangeli. Il testo del papiro 967 era precedentemente noto solo tramite un codice della biblioteca Chigi (Codex Chisianus 45) e indirettamente grazie a un'antica traduzione siriaca dovuta a Paolo di Tella.
Il papiro 967, inoltre, presenta una vistosa anomalia perché colloca i capitoli 7 e 8 prima del 5, in accordo con la sequenza cronologica degli eventi (e perciò rendendo più comprensibile la figura di Daniele, come uomo ispirato da Dio e non come semplice veggente). Non è chiaro se questa collocazione possa essere interpretata come quella originale. Questa collocazione, però, distrugge lo schema concentrico che caratterizza la parte aramaica del libro di Daniele.

## Conservazione
Il papiro 967 è stato suddiviso ed è conservato presso i seguenti enti:
- 29 foll. alla Chester Beatty Library (Dublino), sotto l'indicazione "Chester Beatty IX-X";
- 21 foll alla biblioteca della Princeton University come "John H. Scheide Papyrus 3 ";
- porzioni significative presso la biblioteca della Università di Colonia;
- 2 foll. nel Monastero di Montserrat, presso Barcellona, come "Scriptorium Biblicum et Orientale P Barc. Inv. 42 + 43";
- diversi foll.  a Madrid, presso la Fundación Pastor de Estudios Clásicos,  registrati come "P Matr. 1".

## Edizioni
- Angelo Geißen, Der Septuagintatext des Buches Daniel, Kap 5–12, zusammen mit Susanna, Bel et Draco, sowie Esther 1,1a–2,15 nach dem Kölner Teil des Papyrus 967, Papyrologische Texte und Abhandlungen 5, Bonn 1968.
- Winfried Hamm, Papyrologische Texte und Abhandlungen 10/21 (1969, 1977)
- Leopold Günther Jahn, Der griechische Text des Buches Ezechiel nach dem Kölner Teil des Papyrus 967, Papyrologische Texte und Abhandlungen 15, Bonn 1972.
- Allan Ch. Johnson, Henry S. Gehman ed Edmund H. Kase, The John H. Scheide Biblical Papyri: Ezekiel (Princeton Studies in Papyrology 3), Princeton 1938.
- Frederic G. Kenyon, The Chester Beatty Biblical Papyri VII: Ezekiel, Daniel, Esther, Testo: London 1937; Tavole: London 1938.
- Informazioni e riproduzioni fotografiche dei fogli conservati a Colonia